# Saison 3 de Demon Slayer: Kimetsu no Yaiba
Chronologie
Saison 2 Saison 4
La troisième saison de Demon Slayer: Kimetsu no Yaiba (鬼滅の刃), officiellement nommée Demon Slayer: Kimetsu no Yaiba – Katanakaji no Sato Hen, une série d'animation japonaise pour la télévision et la vidéo à la demande, basée sur la série de mangas du même nom, est diffusée pour la première fois du 9 avril au 18 juin 2023.

## Synopsis
La saison suit Tanjiro et Nezuko, qui partent au Village des Forgerons et qui sont rejoints par deux Piliers - Muichirō Tokito, le pilier de la Brume, et Mitsuri Kanroji, le pilier de l'Amour - ainsi que Genya Shinazugawa. Le village est attaqué par deux Lunes Supérieures, envoyées expressément par Muzan.

## Personnages
Tanjirō Kamado (竈門 炭治郎, Kamado Tanjirō)
Voix japonaise : Natsuki Hanae, voix française : Martin Faliu
Nezuko Kamado (竈門 禰豆子, Kamado Nezuko)
Voix japonaise : Akari Kitō (ja), voix française : Margaux Maillet
Zenitsu Agatsuma (我妻 善逸, Agatsuma Zenitsu)
Voix japonaise : Hiro Shimono, voix française : Maxime Baudouin
Inosuke Hashibira (嘴平 伊之助, Hashibira Inosuke)
Voix japonaise : Yoshitsugu Matsuoka, voix française : Christophe Lemoine
Mitsuri Kanroji (甘露寺 蜜璃, Kanroji Mitsuri)
Voix japonaise : Kana Hanazawa, voix française : Catherine Desplaces
Muichirō Tokitō (時透 無一郎, Tokitō Muichirō)
Voix japonaise : Kengo Kawanishi, voix française : Clément Moreau
Genya Shinazugawa (不死川 玄弥, Shinazugawa Genya)
Voix japonaise : Nobuhiko Okamoto, voix française : Antoine Schoumsky

## Production

### Développement
Lors de la diffusion du dernier épisode de la deuxième saison, la troisième saison est annoncée. Le studio ufotable se charge de nouveau de la série et la direction est  de nouveau confiée à Haruo Sotozaki ainsi qu'Akira Matsushima en tant que character designer.

### Sortie
Le 13 février 2022, une nouvelle saison, intitulée Kimetsu no Yaiba: Katanakaji no Sato Hen (鬼滅の刃 刀鍛冶の里編, Kimetsu no Yaiba: l'arc du Village des forgerons), avec la même équipe que pour la saison précédente. Le 10 décembre 2022, ufotable annonce officiellement la date de sortie de la saison, fixée pour avril 2023 avec un premier épisode d'une heure. Une diffusion au cinéma est également annoncée à partir du 3 février 2023 sous le nom de World Tour Jôei: Kimetsu no -yaiba- Jôgen Shûketsu, Soshite Katanakaji no Sato e dans 80 pays dont Paris le 25 février en présence de Yûma Takahashi et Katsuyuki Konishi. Le film est composé des deux derniers épisodes de la saison précédente et du premier épisode de cette saison,,.
La première diffusion a lieu à partir du 9 avril 2023 sur la chaîne de télévision Fuji TV et se termine le 18 juin 2023 avec un épisode spécial de 50 minutes.

### Musique
Man with a Mission et Milet interprètent l'opening et l'ending, intitulés Kizuna no Kiseki (絆ノ奇跡) et Koi Kogare (コイコガレ) respectivement,.